# Agarenos
Agarenos ou Hagarenos (em grego: Ἀγαρηνοί; romaniz.: Agarenoi; em siríaco: ܗܲܓܪܵ̈ܝܵܐ‎ ou ܡܗܲܓܪܵ̈ܝܵܐ; romaniz.: Hagrāyē ou Məhagrāyē) é um termo amplamente usado por fontes primitivas siríacas, gregas, coptas e arménias para se referirem aos primeiros conquistadores árabes da Mesopotâmia, Síria e Egito.
O nome foi usado na literatura judaico-cristã e em crónicas bizantinas aplicado primeiro aos árabes Hanif[a] e posteriormente às forças islâmicas como sinónimo de sarracenos. O termo siríaco Hagraye pode ser traduzido como "os seguidores ou descendentes de Agar, enquanto Mhaggraye está provavelmente relacionado com o termo árabe Muhajir (primeiros seguidores de Maomé). Alguns estudiosos pensam que os termos podem não ter origem judaico-cristã. Patricia Crone e Michael Cook defendem no seu livro "Hagarism: The Making of the Islamic World" que o termo foi introduzido pelos próprios muçulmanos para descreverem o seu avanço militar para o Levante e Jerusalém em particular, como uma Hijra.
O termo ismaelita, que usualmente designa especificamente um ramo do Xiismo é por vezes usado como sinónimo de agareno. Agareno pode ainda designar qualquer muçulmano. Um exemplo disso pode eventualmente ser Ahryani (Aхряни), uma designação para os búlgaros muçulmanos usada em búlgaro coloquial; no entanto a origem deste termo tem também sido explicado como resultado do paralelismo existente entre a expansão do Islão nos Balcãs com o Arianismo (Antitrinitarismo).[carece de fontes?]